# Dark Souls Trilogy
Dark Souls Trilogy es una colección de videojuegos de rol de acción que incluye tres de los títulos de la saga Souls, los cuales son Dark Souls, Dark Souls 2 y Dark Souls 3. Fue desarrollado por From Software y distribuido por Bandai Namco para las consolas PlayStation 4 y Xbox One. Su fecha de lanzamiento fue el 19 de octubre de 2018 en Norteamérica y Asia. Mientras que en Europa se lanzó el 1 de marzo de 2019.
La colección incluye los juegos Dark Souls Remastered, Dark Souls 2: Scholar of the First Sin, y la edición definitiva del tercer título, Dark Souls 3: The Fire Fades Edition. Además, se incluyeron todas las expansiones que fueron lanzados en cada uno de los juegos.